# Marylou/La fine del mondo
Marylou/La fine del mondo sono i due brani contenuti nel secondo 45 giri del cantautore Edoardo Bennato.

## Il disco
Dopo la pubblicazione del primo 45 giri, Bennato si diploma e decide di trasferirsi a Milano per frequentare la facoltà di architettura: qui ritrova un giovane cantautore che ha già avuto modo di incontrare nei suoi soggiorni romani, Herbert Pagani, che si interessa alle musiche scritte da Bennato, scrivendo dei testi da abbinare, ed è così che nascono i successi di "Cin cin con gli occhiali" nel 1968, "Ahi le Hawai" nel 1969 e "Fuoco bianco" nel 1970, cantate da Pagani.
Il buon esito commerciale di questi dischi fa sì che la Numero Uno, la nuova casa discografica fondata da Mogol e Lucio Battisti, lo metta sotto contratto, grazie soprattutto all'intuito di Alessandro Colombini, facendogli incidere un 45 giri, "Marylou" (scritta insieme al fratello Eugenio, con testo di Mogol), con chiare influenze del rock'n'roll anni '50, la canzone sul retro, "La fine del mondo", è scritta da Edoardo su un testo di Herbert Pagani. Il ritornello riecheggia Homeward Bound di Simon and Garfunkel.
Entrambi i brani sono arrangiati da Detto Mariano (che, reduce dal Clan Celentano, con cui aveva rotto dopo la nota vicenda legata a Don Backy, si era legato alla Numero Uno); soprattutto in "Marylou" è possibile rintracciare le modalità espressive tipiche di certe canzoni di Bennato del futuro, cioè i rock'n'roll terzinati (ad esempio, "Così non va, Veronica").
I brani di questo 45 giri, così come quelli dei due successivi incisi per la Numero Uno, sono stati ristampati in CD in tiratura limitata dal mensile specializzato "Raro!", all'inizio degli anni novanta, riproducendo le tre diverse copertine.

## Tracce
1. Marylou
2. La fine del mondo